# Ingemar Hedberg
Ingemar Hedberg (n. 8 martie 1920, Örebro, Suedia – d. 19 mai 2019, Stockholm, Suedia) a fost un caiacist ce a reprezentat Suedia, medaliat olimpic. A participat la o ediție a Jocurilor Olimpice (1952) în care a câștigat o medalie de argint.

## Participări
Lista de mai jos prezintă principalele competiții la care a participat Ingemar Hedberg de-a lungul carierei.
- canoeing at the 1952 Summer Olympics – men's K-2 1000 metres[*]